# Balticina christii
Balticina christii is een bloemdier uit de familie van de Halipteridae. De wetenschappelijke naam van de soort werd in 1848 als Virgularia christii gepubliceerd door Johan Koren & Daniel Cornelius Danielssen.